# بخش ریجفیلد (شهرستان هرون، اوهایو)
بخش ریجفیلد (به انگلیسی: Ridgefield Township) یک منطقهٔ مسکونی در ایالات متحده آمریکا است که در شهرستان هیورن، اوهایو واقع شده‌است.
 بخش ریجفیلد ۶۶٫۴ کیلومتر مربع مساحت و ۲٬۳۲۹ نفر جمعیت دارد و ۲۱۷ متر بالاتر از سطح دریا واقع شده‌است.